# Hrvoje Milić
Hrvoje Milić (Osijek, 10 de maio de 1989) é um futebolista profissional croata que atua como defensor.

## Carreira
Hrvoje Milić começou a carreira no Hajduk Split.